# Годе (спідниця)

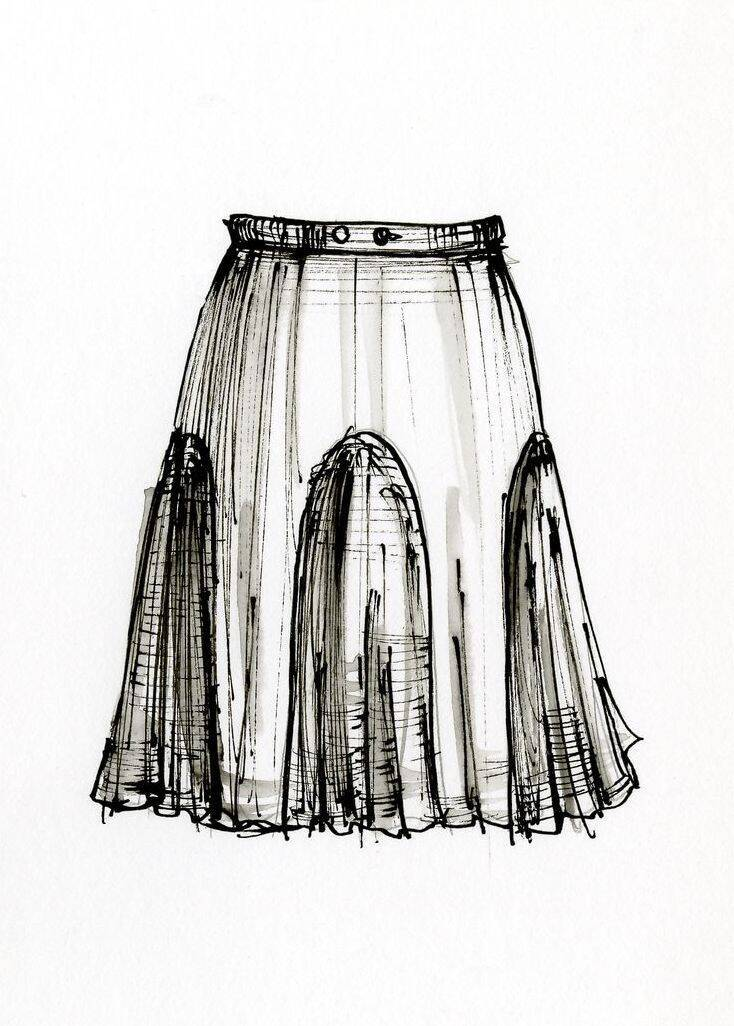
Спідниця годе з клинами на рівні стегон

Спідниця годе (від фр. godet) — різновид клиньової спідниці з вузьким верхом, яка розкльошена від лінії стегон або коліна за допомогою вшитих в нижній частині клинів-годе трикутної форми. Іноді для ефекту клини виготовляють із тканини контрастного кольору. Спідниці з клинами-віялами з двох або чотирьох полотнищ увійшли в моду в 1920-і роки, на польоті хлопчачої моди. А до 1930-х років такі спідниці стали одягом для дівчаток молодшого шкільного віку і повернулися в широкому варіанті 2000-х років.
Спідниці годе підкреслюють талію та стегна. Дослідник моди Тім Іллясов, автор книги «Лікуємо „немащовдягнути“ самостійно», попереджає про небезпеку спідниць годе довжини міні або максі для дам з неідеально модельною фігурою. Спідниці годе довжини до середини литки він пропонує струнким дамам комбінувати з брутальними бомберами, світшотами, жіночними блузками і водолазками.